# Albo unico nazionale dei promotori finanziari
L'Organismo di vigilanza e tenuta dell'albo unico dei Consulenti Finanziari (spesso abbreviato in OCF), in origine Organismo per la tenuta dell’Albo dei Promotori Finanziari (APF), è una associazione senza finalità di lucro che si occupa, per legge e in via esclusiva, della tenuta dell'Albo unico nazionale dei consulenti finanziari. Nell’Albo professionale sono iscritte, in tre sezioni distinte: le persone fisiche abilitate all'esercizio in Italia della professione di consulente finanziario abilitato all’offerta fuori sede, di consulente finanziario autonomo e le società di consulenza finanziaria (SCF) abilitate ad operare in Italia.
L’OCF è regolato dal d.lgs. 24 febbraio 1998, n. 58 (Testo Unico della Finanza o “TUF”) e successive modificazioni e dalle previsioni attuative contenute nel Libro XI del Regolamento della CONSOB recante norme di attuazione del decreto legislativo 24 febbraio 1998, n. 58 in materia di intermediari (“Regolamento Intermediari”).
Ai sensi dell’articolo 31, comma 4, del TUF, l’OCF è costituito dalle associazioni professionali rappresentative degli iscritti che soddisfano i requisiti di cui all’articolo 145 del Regolamento Intermediari CONSOB: ABI (Associazione Bancaria Italiana), ANASF (Associazione Nazionale Consulenti Finanziari), ASCOFIND (Associazione per la Consulenza Finanziaria Indipendente), ASSONOVA (Associazione consulenti finanziari abilitati all’offerta fuori sede), ASSORETI (Associazione delle Società per la Consulenza agli Investimenti), ASSOSCF (Associazione italiana delle Società di Consulenza Finanziaria Indipendente) e NAFOP (National Association Fee Only Planners).
OCF provvede, dal 2009, ad assolvere i compiti di gestione ordinaria e aggiornamento dell'Albo e, dal 2018, a vigilare sul rispetto della normativa vigente da parte dei propri iscritti.

## Storia

### L’istituzione dell’Albo unico nazionale dei promotori finanziari
Prodromico alla costituzione di un vero e proprio albo professionale dei consulenti finanziari è l’istituzione nel 1989, da parte di ANASF, dell'albo di autodisciplina dei consulenti finanziari. L’iscrizione a tale albo era condizionata, per i neo-associati, al superamento di un esame di ammissione, e comportava il rispetto di un codice deontologico, a pena di sanzioni.
Qualche anno dopo, con la l. 2 gennaio 1991, n.1 sulla disciplina dell'attività di intermediazione mobiliare e disposizioni sull'organizzazione dei mercati mobiliari, viene istituito presso la CONSOB l'Albo unico nazionale dei promotori finanziari.
In seguito, il Testo Unico sulla Finanza del 1998 - che ha abrogato la legge 1/1991 - ha mantenuto (nella sua formulazione originaria) la disposizione che prevede la tenuta dell’Albo da parte della Commissione, specificando che essa potesse avvalersi della collaborazione di un organismo individuato dalle associazioni professionali dei promotori finanziari e dei soggetti abilitati.

### La nascita dell’organismo per la tenuta dell’Albo dei promotori finanziari
La l. 28 dicembre 2005, n. 262, contenente disposizioni per la tutela del risparmio e la disciplina dei mercati finanziari, ha successivamente modificato l’articolo 31 del TUF, prevedendo l’istituzione di un organismo costituito dalle associazioni professionali rappresentative dei promotori e dei soggetti abilitati, con personalità giuridica e ordinato in forma di associazione, che provvedesse all'iscrizione all'albo, previa verifica dei necessari requisiti, dei consulenti e svolgesse ogni altra attività necessaria per la tenuta dell'albo.
Il 25 luglio 2007, l’“Organismo per la tenuta dell’Albo dei Promotori Finanziari” è stato ufficialmente costituito (da ABI, ANASF e ASSORETI) e, il 1º gennaio 2009, a seguito della delibera n. 16737 della CONSOB del 18 dicembre 2008, ha avviato la sua operatività. Con la Legge di Stabilità per il 2016 (legge 28 dicembre 2015, n. 208), ha poi assunto l’attuale denominazione di “Organismo di vigilanza e tenuta dell'albo unico dei Consulenti Finanziari”.
Il 28 giugno 2018 è stato sottoscritto un protocollo d’intesa tra OCF e CONSOB ed il 2 luglio 2018, con delibera adottata dalla Consob il 28 giugno 2018, n. 20503, è stato stabilito l’avvio dell’operatività di OCF limitatamente alle attività propedeutiche all’iscrizione dei consulenti finanziari autonomi e delle società di consulenza finanziaria ai sensi dell’art. 7 del D.M. n. 206/08 (regime transitorio) ed alle funzioni istruttorie per i procedimenti di vigilanza ex artt. 7-septies, comma 2 e 196 del TUF nei confronti dei consulenti finanziari abilitati all’offerta fuori sede in conformità al regime transitorio previsto.
Il 10 agosto 2018, OCF e CONSOB hanno siglato un ulteriore protocollo d’intesa in merito alla pubblicità delle disposizioni a rilevanza esterna dell’OCF e agli atti ed eventi di maggior rilievo da comunicare alla CONSOB.
Il pieno trasferimento delle nuove funzioni ad OCF è avvenuto il 1º dicembre 2018, con delibera CONSOB n. 20704 del 15 novembre 2018 in seguito alla valutazione condotta dall’Autorità. Da quel momento, CONSOB continua a vigilare sull’Organismo ai sensi dell’art. 31, comma 4 del TUF.